# Tony Ganios
Tony Ganios (Brooklyn, Nueva York, 21 de octubre de 1959-Nueva York, 18 de febrero de 2024) fue un actor estadounidense, de ascendencia griega, dedicado a papeles de cine y de televisión.

## Carrera artística
Su primera aparición fue en The Wanderers de 1979, en la que interpretaba a un heroico tipo duro. En 1982 fue escogido  para formar parte de la comedia Porky's, continuando en sus dos secuelas. Su papel fue Anthony Meat Tuperello. Además, participó en la película Die Hard 2 junto a Bruce Willis. 
También apareció en un par de episodios de la serie de televisión Wiseguy como "Mike" Mooch Cacciatore. También hizo una aparición como invitado en un episodio de El espantapájaros y la señora King.
Estaba semirretirado de la actuación, y trabaja principalmente como un agente de seguros en Nueva York.  A principios de la década de 2000 regresó a Hollywood para trabajar un poco más en la actuación, la escritura y la producción. Ganios murió de insuficiencia cardíaca el 18 de febrero de 2024, a los 64 años, después de ser hospitalizado por una infección de la médula espinal.

## Filmografía
- The Wanderers (Las pandillas de Bronx, 1979) como Perry
- Back Roads, de Martin Ritt (1981)
- Continental Divide, de Michael Apted (1981)
- Porky's (1982)
- Porky's 2: al día siguiente (1983)
- Porky's contraataca (1985)
- Die Hard 2 (1990)
- The Taking of Beverly Hills, de Sidney J. Furie (1991)
- El anillo de los mosqueteros (1992, telefilm)
- Sol naciente (1993)